# Glossar von Fußballbegriffen
Die folgende Auflistung bildet ein Glossar von Fußballbegriffen:

## #
- 50+1-Regel: Vorschrift der DFL, wonach Kapitalanleger nicht die Stimmenmehrheit in Kapitalgesellschaften von Fußballvereinen übernehmen dürfen. Ausnahmen (Leverkusen, Wolfsburg, Hoffenheim) sind möglich.

## A
- Absatzkick: Schuss oder Zuspiel, bei dem der Ball mit der Ferse getroffen und nach hinten gespielt wird.
- Ablösesumme: Jener Geldbetrag, der bei einem Transfer gezahlt wird.
- Abseits: Regelübertretung der angreifenden Mannschaft, die eintritt, wenn ein angreifender Spieler einen Pass (natürlich von seinem Mitspieler!) erhält, sich aber beim Zeitpunkt des Abspiels nicht zumindest zwei verteidigende Spieler (inklusive Torwart) näher an der eigenen Grundlinie befanden oder er sich beim Abspiel vor dem Ball befand.
- Abseitsfalle: Versuch der verteidigenden Mannschaft, einen Angreifer abseits zu stellen, indem sich die gesamte Abwehrkette kurz vor dem Abspiel nach vorne bewegt.
- Abschlag: Schuss des Torhüters aus dem Strafraum, nachdem er den Ball mit den Händen gefangen hat. Aus einem Abschlag kann direkt ein Tor erzielt werden.
- Abstauber: Als Abstauber werden Spieler, meist Stürmer, bezeichnet, die viele Tore dadurch erzielen, dass sie den Ball einfach ins Tor »einschieben«, nachdem andere Spieler durch geschickte Spielzüge, Flanken o. ä. die Abwehr überwunden haben. In vielen Fällen wurde der Ball zuvor vom gegnerischen Torwart abgewehrt oder war vom Pfosten abgeprallt. Das Abstauben erfordert gleichwohl auch eine gute Antizipationsbegabung und Spielverständnis. Ein so erzieltes Tor wird auch als Abstaubertor bezeichnet.
- Abstieg: Wechsel in eine niedrigere Spielklasse aufgrund der Tabellenposition nach Saisonende.
- Abstoß: Wegschießen des Balles aus dem Fünfmeter-Raum (Torraum), nachdem jener von einem Spieler der angreifenden Mannschaft über die Torlinie gespielt wurde.
- Albiceleste: Bezeichnung der argentinischen Nationalmannschaft. Das Wort ist eine Kombination von span. alba (weiß) und celeste (himmelblau), was auf die Farbe der Dressen bzw. der Nationalflagge Argentiniens bezogen ist.
- Alibipass: Passspiel, das zu keinem unmittelbaren Vorteil für die eigene Mannschaft führt. Der Ball wird zu einem sicher stehenden Mitspieler gespielt, um die Verantwortung zu delegieren.
- Aluminium: Periphrastische Umschreibung des Torgestänges (Pfosten, Latte).
- Anschlusstreffer: Tor einer in Rückstand liegenden Mannschaft, die mit dem Treffer den Rückstand auf ein Tor reduziert.[1]
- Ankick: österreichisch für Anstoß
- Anstoß: Beginn eines Spiels. Der Ball wird vom Mittelpunkt des Spielfeldes gespielt. Es dürfen sich dabei keine Spieler der verteidigenden Mannschaft im Mittelkreis befinden.
- Apertura und Clausura: Ligasystem in einigen lateinamerikanischen Ländern (etwa Argentinien, Chile oder Kolumbien).
- Assist: Schweiz. für Torvorlage
- Aufsetzer: Zumeist nicht sehr scharfer Schuss, bei dem der Ball vor dem Torwart einmal aufspringt, was die Abwehr für den Torhüter erschwert.
- Aufstellung: Anordnung der Spieler auf dem Spielfeld.
- Aufstieg: Wechsel in eine höhere Spielklasse aufgrund der Tabellenposition.
- Aus: Ball befindet sich hinter einer der Torlinien (aber nicht im Tor -> Abstoß oder Eckball) oder Seitenlinien (->Einwurf)
- Auswahl: Bezeichnung einer Nationalmannschaft (nationale Auswahl). Typisch ist dieser Ausdruck vor allem im Portugiesischen (Selecção bzw. Seleção) und Spanischen (Selección).
- Außenrist: Außenseite des Fußes. Zuspiele und Schüsse, die mit dem Außenrist geschossen werden, sind häufig besonders spektakulär, da sie überraschend ausgeführt und besonders stark angeschnitten werden können. Bekannt für diese Technik sind Franz Beckenbauer und Ricardo Quaresma.
- Außenspieler: siehe Flügelspieler
- Azzurri: Bezeichnung der Fußballspieler der italienischen Nationalmannschaft nach der Farbe der Heimtrikots.

## B
- Badkickerl: müdes Fußballspiel (österreichisch)
- Badkicker: Spieler, die im Training und unbedeutenden Spielen hervorragend spielen, dies aber in wichtigen Spielen nur äußerst selten umsetzen können.
- Bahnschranke: Spieler einer Freistoßmauer, der auf dem Boden liegt um einen Flachschuss zu verhindern
- Ballesterer: Fußballspieler (österreichisch), Name eines österreichischen Fußballmagazins
- Ballschani: Balljunge (österreichisch)
- Bananenflanke: Flanke (Fußball), die mit viel Effet in den Strafraum geschlagen wird. Als Begründer dieser Kunstfertigkeit gilt der Brasilianer Garrincha.
- Bänkleinwärmer: Schweiz. für Ersatz- bzw. Auswechselspieler
- Barrage: Schweiz. für Aufstiegs-/Relegationsspiel
- Bemmerl: österreichischer Ausdruck für einen erfolgreichen Torschuss
- Binden: Aktion eines angreifenden Spielers. Durch längeres Ballhalten zieht er mehrere Verteidiger auf sich und spielt so andere Mitspieler frei; auch durch Freilaufen können Gegner gebunden werden.
- Blaue Karte: Nur im Hallen- und Nachwuchsfußball gebräuchliche Verwarnung, die zu einer Zeitstrafe führt.
- Blutgrätsche: Besonders brutales Foul ohne konkreten Versuch, den Ball zu spielen. Es wird nur der Gegner niedergetreten.
- Bogenlampe: Schuss, bei dem der Ball in sehr hohem Bogen (oft mit viel Effet) zu einem Mitspieler oder ins Tor fliegt.[2]
- Box: Strafraum
- Bundesliga: In Österreich und Deutschland die Bezeichnung für die höchste nationale Spielklasse. Der entsprechende Ausdruck lautet in Spanien Primera División, in England Premier League, in Italien Serie A, in Portugal, Griechenland oder der Schweiz Super League. In letzter Zeit wurden diese Bezeichnungen häufig mit dem Namen ihrer Sponsoren ergänzt.

## C
- Calcio: Italienischer Begriff für Fußball; siehe Fußball in Italien.
- Caps: Englischer Begriff für (Zahl der) Länderspieleinsätze.
- Catenaccio (ital. Riegel oder dicke Kette): defensive Spielweise, die typischerweise von italienischen Mannschaften gepflegt wurde.
- Chaleira [ʃalairɐ] s. Rabona
- Champions League, UEFA Champions League: Höchste Spielklasse Europas für Vereinsmannschaften. Je nach Rang in der Koeffizientenliste der UEFA können bis zu vier Mannschaften eines Landes zuzügliche Titelverteidiger am Bewerb teilnehmen.
- Chancentod: Bezeichnung für einen Spieler, der viele Torchancen vergibt.[3]
- Clausura: siehe Apertura.
- Corner: siehe Eckstoß, wird in Österreich und in der Schweiz umgangssprachlich für Eckball verwendet
- Cup: Im Allgemeinen die Bezeichnung von Wettbewerben im Fußball. Meistens ist damit aber der nationale Pokalwettbewerb gemeint, der von mehreren Mannschaften verschiedener Ligen ausgespielt wird.

## D
- Deadline Day: Tag, an dem das Transferfenster schließt.
- defensiv: Bezeichnung einer Spielanlage, die den Erfolg vor allem durch eine gut stehende Abwehr zu erreichen sucht. Gegenteil: offensiv.
- Defensive: Jener Teil einer Mannschaft, der vor allem mit der Verteidigung beschäftigt ist.
- „Defensivpapst“: Scherzhafte Bezeichnung für Trainer, die vornehmlich ein defensives Spiel forcieren.[4]
- „Diables Rouges“ (frz. „Rote Teufel“): Spitzname der belgischen Nationalmannschaft.
- Doppelpack: Zweifacher Torerfolg eines Spielers.[5]
- Doppelpass: Geschicktes Passspiel zweier Spieler untereinander, durch das mindestens ein Gegner ausgespielt wird. Der Ball wird von einem Spieler zu seinem Mitspieler (der »Wand«) gespielt. Dieser spielt den Ball entweder direkt oder nach kurzer Verzögerung wieder zum Teamkollegen. Im Idealfall hat sich die gegnerische Mannschaft zur »Wand« orientiert und eröffnet dem ersten Spieler den Raum.
- Double: Sieg in zwei wichtigen Wettbewerben des gleichen Jahres (üblicherweise Meisterschaft und Pokal).
- Dribblanski: österreichisches Deutsch für einen Fußballspieler, der gut mit dem Ball umgehen kann
- Dribbling: Der Spieler läuft und führt dabei den Ball möglichst dicht am Fuß, um so durch dabei angewandte Körpertäuschung am Gegenspieler vorbeizulaufen.
- Dritte Halbzeit: Ausschreitungen nach einem Fußballspiel; aber auch Bezeichnung für ein gemütliches Beisammensein nach dem Spiel.
- Dropkick: Schusstechnik, bei der der Ball gleichzeitig mit oder unmittelbar nach dessen Aufspringen am Boden volley geschossen wird.[6]

## E
- Eckstoß: Wird gegeben, wenn die verteidigende Mannschaft den Ball über die Torlinie gespielt hat. Der Eckstoß (oder Eckball, Corner) wird von der Spielfeldecke aus von der angreifenden Mannschaft gespielt. Es kann direkt aus einem Eckstoß ein Tor erzielt werden.
- Edelroller: Der Ball wird nicht richtig getroffen und kullert nur in Richtung Tor. Der Name kommt daher, dass manche Edelroller überraschend bis ins Tor kullerten.
- Effet: Kurvenartige Flugrichtung des Balles, die durch dezentrales Treffen verursacht wird, in Österreich gerne Fetten genannt („a Fetten mit geben“).
- Ehrentor/Ehrentreffer: erstes Tor einer zurückliegenden Mannschaft, die keine realistische Chance mehr auf den Ausgleich hat.
- Eiergoalie: österreichisch für einen schlechten Tormann
- Eiertor: Haltbarer Treffer, bei dem der (Eier-)Goalie einen klaren Fehler gemacht hat
- Eigentor: Tor, das von einem Spieler der verteidigenden Mannschaft erzielt wird.
- Eisen: Wenn der Ball an den Pfosten oder die Latte geht. Beispiel: Der ging ans Eisen!
- Einwechslung: Spielertausch, bei dem ein Spieler die Mannschaft verlässt und ein anderer für ihn eingewechselt wird. In einem Pflichtspiel ohne Verlängerung darf je Mannschaft dreimal je Match gewechselt werden. In einer Verlängerung darf mittlerweile eine vierte Einwechslung erfolgen. In von der FIFA anerkannten Freundschaftsspielen (d. h. für die FIFA-Weltrangliste gewertete Spiele) dürfen bis zu sechs Spieler ausgewechselt werden.
- Einwurf: Wird gegeben, wenn der Ball die Seitenlinie vollständig überschreitet. Jene Mannschaft darf den Ball einwerfen, die den Ball nicht aus dem Spiel genommen hat. Der Einwurf wird mit beiden Händen über dem Kopf ausgeführt. Beide Beine müssen bei der Ausführung den Boden berühren.
- Eisenbahnerschmäh: österreichischer Ausdruck für Ball links, Körper rechts am Gegenspieler vorbei oder umgekehrt
- Elfmeter: Wird gegeben, wenn ein Spieler der verteidigenden Mannschaft im eigenen Strafraum einen Regelverstoß begeht, der einen direkten Freistoß nach sich zöge.
- Elfmeterpunkt: Punkt, von dem ein Elfmeter ausgeführt wird. Er ist 10,9728 m vom Tor entfernt (=12 Yards).
- Elfmeterschießen: Wird angewandt, wenn bei unentschiedenem Spielstand in KO-Duellen oder Endspielen eine Entscheidung herbeigeführt werden muss. Beide Mannschaften schießen dabei abwechselnd zunächst fünf Elfmeter oder weniger wenn eine Mannschaft durch noch zu schießende Elfmeter den Vorsprung der anderen Mannschaft nicht mehr aufholen kann. Ist der Spielstand nach diesen Elfmetern ausgeglichen, tritt abwechselnd je ein weiterer Spieler jeder Mannschaft an, bis eine Entscheidung gefallen ist.
- Endspiel: Letztes Spiel eines Turniers im K.-o.-System zur Ermittlung des Turniersiegers.
- Englische Woche: Bezeichnung für eine Woche, in der eine Mannschaft mehrere Spiele (zumeist zusätzliche Europacup-Spiele) bestreitet.
- Europameisterschaft: Turnier, das europäische Nationalmannschaften alle vier Jahre austragen.

## F
- Fahrstuhlmannschaft: Mannschaft, die stets zwischen zwei Ligen hin und her wechselt.
- Fallrückzieher: Spektakuläre Aktion, bei der ein Spieler im Fallen einen Volley nach hinten spielt. Bei der idealen Ausführung liegt der Spieler beim Schuss horizontal in der Luft.
- Fan: Anhänger einer Mannschaft.
- Fersler: österreichisches Deutsch für Absatzkick
- Fetzen: Österreichisch für ein Transparent einer Fangruppe
- Fetzenlaberl: österreichisches Deutsch für Fußball (Spielgerät). Bezeichnete ursprünglich selbst gebastelte Bälle aus Stofffetzen.
- Fett'n: Österreichisch für Effet bzw. Drall. „Einen Fett'n mitgeben“ meint demnach dem Ball beim Schuss Drall geben.
- FIFA: Fédération Internationale de Football Association, Föderation des Verbandsfußballs, Weltfußballbund.
- Finale: Entscheidendes letztes Spiel eines Turniers oder eines Pokalwettbewerbs. In den meisten Bewerben (Champions League, UEFA Cup, Weltmeisterschaften, kontinentale Meisterschaften) wird es in einem Spiel in einem zuvor bestimmten Stadion ausgetragen.
- Flachpass: Zuspiel, das flach durchgeführt wird.
- Flachschuss: Torschuss, bei dem der Ball auf oder knapp über dem Boden bewegt wird. Präzise Flachschüsse sind schwer zu parieren, weil der Weg für den Torhüter weit ist und es häufig zu Aufsetzern kommt.
- Finte: Täuschung eines angreifenden Spielers im Dribbling mit dem Ziel, am Gegner vorbeizukommen.
- Flanke: Zuspiel des Balles von einer Seite in das Zentrum.
- Fliegenfänger: schlechter Torwart
- Flügelspieler: Spieler, deren Position offensiv links oder rechts außen liegt. Meistens sind das schnelle, trickreiche Spieler, die präzise Flanken schlagen können (etwa Simão, Cristiano Ronaldo oder Santiago Solari).
- Forechecking: s. Pressing
- Foul: Regelwidriges Vorgehen.
- Freistoß: Wird nach einem Foul vom Schiedsrichter gegeben. Diejenige Mannschaft, die durch das Foul einen Nachteil erlitten hat, darf den Ball vom Ort des Vergehens spielen. Alle Spieler des Gegners müssen sich dabei mindestens 9,15 m vom Ball entfernt aufhalten. Der Ball muss bei der Ausführung ruhen.
- Freistoßspezialist: Fußballspieler in einer Mannschaft, der sich gut mit Freistößen und anderen Standardsituationen auskennt und sie meistens ausführt.
- Freistoßspray: Sprühschaum zur Markierung der Abstandseinhaltung bei einem Freistoß.
- Füdlipass: schweiz. für Fehlpass
- Fünfmeterraum: Auch Torraum oder kleiner Strafraum. Bezeichnung des Rechteckes innerhalb des Strafraums unmittelbar vor den Toren. Im Fünfmeterraum darf der verteidigende Torwart nicht angerempelt werden. Abstöße müssen von innerhalb des Torraums ausgeführt werden.
- Fünfter Offizieller: Bei internationalen Turnieren ein zusätzlicher Schiedsrichter, als Ersatzmann für den Fall, dass einer der anderen 4 Schiedsrichter (z. B. verletzungsbedingt) ausfällt.
- für die Galerie spielen: effekthascherisch und theatralisch, aber ineffektiv spielen

## G
- Gaberln: mehrmaliges Aufspielen des Balls ohne Bodenberührung (österreichisch)
- Gasse: Freier bzw. ungedeckter Raum, in den ein Pass gespielt werden kann und häufig besonders effektiv ist.
- Geisterspiel: Spiel ohne Zuschauer
- Gelbe Karte: Verwarnung, die vom Schiedsrichter durch das Zeigen der Karte ausgesprochen wird. Eine Gelbe Karte hat unmittelbar keine Konsequenzen, allerdings folgt je nach Bewerbssystem auf eine gewisse Anzahl von Gelben Karten eine Sperre. Erhält ein Spieler zwei Mal im selben Spiel die Gelbe Karte, wird er mit der Gelb-Roten Karte vom Spiel verwiesen.
- Gelb-Rote Karte: Ausschluss, der durch zwei Gelbe Karten verursacht wurde. Der ausgeschlossene Spieler wird in den höheren Ligen zusätzlich mit einem Spiel Sperre belastet.
- Gestrecktes Bein: Ausgestrecktes Bein, mit dem ein Spieler einem Gegner den Ball abnehmen will. Häufig in Zusammenhang mit Foulspiel.
- Gleiche Höhe: Gerade nicht mehr als abseits zu ahndende Spielsituation, wobei der Angreifer, der den Ball bekommt, beim Zeitpunkt des Abspiels mit dem vorletzten Verteidiger auf gleicher Höhe stand.
- Goal: Tor
- Goalkeeper, auch Goalie: Torhüter (insbes. in der Schweiz)
- Goalgetter: Spieler, der zahlreiche Tore schießt.
- Goldenes Tor: Bei einem 1:0-Sieg das einzige Tor, das somit „Gold wert“ ist (dieser Begriff aus der Umgangssprache ist nicht zu verwechseln mit der Golden-Goal-Regel).
- Grätsche: Versuch eines Spielers, seinem Gegner rutschend den Ball abzunehmen. Trifft der Spieler aber den Gegner und nicht den Ball, muss auf Foulspiel entschieden werden.
- Greenkeeper: beauftragte Person zur Instandhaltung und Bewirtschaftung des Rasens, für dessen Zustand verantwortlich.
- Grüne Karte: Anerkennung des Schiedsrichters für Fair Play; existiert beispielsweise in der italienischen Serie B.
- Gstetten: österreichisch für Bolzplatz oder allgemein einen Platz mit schlechtem Untergrund.
- Gurke: Aktion, in welcher der Spieler den Ball durch die Beine des Gegners spielt; oft auch mit Verkleinerungsendung: Gurkerl; jemandem ein Gurkerl geben: jemandem den Ball durch die Beine spielen.

## H
- Hängende Spitze. Etwas zurückhängender Stürmer, der weder dem Angriff, noch dem Mittelfeld vollends zuzurechnen ist. In der Regel spielen technisch starke Spieler mit viel Übersicht auf dieser Position. Beispiele sind Roberto Baggio oder Andrij Arshavin.
- Haken: Schneller Richtungswechsel um 90° eines dribbelnden Spielers, bevor er auf einen Verteidiger trifft. Nachdem der Verteidiger überspielt wurde, setzt der Angreifer den Lauf in die erste Richtung fort.
- Halbzeit: Normalerweise 15-minütige Spielunterbrechung nach dem Absolvieren der halben Spielzeit.
- Half: v. a. in Österreich noch gebräuchliche Bezeichnung eines Mittelfeldspielers bzw., in älteren Spielsystemen, eines Außenläufers.
- Handspiel: Unrechtmäßiges Spielen des Balles mit der Hand, das mit Freistoß oder Elfmeter geahndet wird. Je nach Situation kann auch eine Verwarnung mit der Gelben Karte oder ein Ausschluss erfolgen.
- Hattrick: Man unterscheidet zwischen echtem und unechtem Hattrick. Bei einem echten Hattrick erzielt ein Spieler in einer Halbzeit drei Tore, ohne dass dazwischen ein anderer Spieler ein Tor schießt. Als unechten Hattrick bezeichnet man allgemein dreifache Torerfolge eines Spielers in einem Spiel.
- Hawk-Eye: computergestütztes System zur Ballverfolgung.
- Heber: Stoß, bei dem der Ball durch abruptes Abbremsen des Fußes einen Effet nach hinten bekommt und seine Flugkurve deshalb steil nach oben weist (österr. Schupferl).
- Hinrunde: Erster Teil eines Spieljahres, zumeist vor einer Winterpause.
- Hooligan: Versteht den Fußball als Plattform seiner Gewalt und trägt organisierte Kämpfe aus.
- Hybridrasen: Spieluntergrund; Naturrasen, der durch Kunststofffasern aufgrund deren Robustheit verstärkt wurde.

## I
- Innenverteidiger: Jene Teile einer Abwehrkette, die im Zentrum spielen und zumeist weniger mit Offensivaufgaben betraut werden, als die Außenverteidiger.
- Interimstrainer: Trainer, der übergangsweise die Leitung der Mannschaft übernimmt.

## J
- Jausengegner: leichter Gegner (österreichisch)
- Joker: Ein Spieler, zumeist ein Stürmer, der durch eine Einwechslung in das Spiel gebracht wird, um den Spielverlauf zu wenden, oder eine Entscheidung herbeizuführen.

## K
- Kapitän: Sprecher und Leiter einer Mannschaft, der zwischen dem Team, Schiedsrichter und Trainer einen großen Teil der Vermittlung übernimmt.
- kein Leiberl reißen: österreichischer Ausdruck für chancenlos sein bzw. nicht im Kader sein (Gegenteil: ein Leiberl haben)
- Kerze: Steilschuss; (fast) senkrecht in große Höhe geschossener Ball;[7] kann beim Abschlag eines Torwartes durch starken Gegenwind oder falsche Schusstechnik vorkommen.
- Kick and Rush: Bezeichnung einer veralteten offensiven Spielweise, bei der der Ball aus der Verteidigung hoch und weit nach vorne geschlagen wird.
- Klassenerhalt: Verbleib in einer Spielklasse.
- Klebe: Ein Fuß oder ein Bein mit sehr viel Schußkraft[8]
- Knappenschmiede: Jugendabteilung des FC Schalke 04.
- Knipser: Umgangssprachlicher Begriff, der einen besonders treffsicheren Stürmer bezeichnet.
- Konter: Ein schneller Gegenangriff nach Ballgewinn.
- Kreativität: Als kreativ bezeichnet man im Fußballsport einen Spieler, der besonders geschickt darin ist, die gegnerische Abwehr durch kluge und überraschende Pässe oder Dribblings auszuspielen.
- Krachn: österreichischer Ausdruck für scharfen Schuss
- Kreuzecke: Oberes Eck eines Tores.
- Kunstrasen: Spieluntergrund; Kunststoffteppich, der in Beschaffenheit und Aussehen einem Naturrasen nahekommt.
- Kurze Ecke: Diejenige Torecke, die auf der Seite eines angreifenden Spielers liegt, der über den Flügel angreift. Die Ecke, die weiter von ihm entfernt liegt, wird als »lange Ecke« bezeichnet.

## L
- Läufer(reihe): Positionsbeschreibung dreier Spieler im WM-System, bestehend aus zwei Außen- und einem (defensiveren) Mittelläufer.
- Lange Ecke: s. Kurze Ecke
- Latte, Querlatte: Obere Begrenzung des Tores.
- Lattenkreuz: Oberes Eck des Torgestänges.
- Libero: In neuen Spielsystemen nicht mehr vorhandene Position in der Abwehr, losgelöster Verteidiger. Typische Spieler waren Franz Beckenbauer und Lothar Matthäus.
- Linienrichter: s. Schiedsrichterassistent.
- Linksaußen: Neben dem Rechtsaußen die zweite Art von Außenstürmer, die hauptsächlich zur Torvorbereitung vorgesehen sind.
- Lob: s. Heber
- Lupfer: Schuss, bei dem der Ball gefühlvoll angehoben und über einen Gegner zu einem Mitspieler oder in das Tor geschossen wird.

## M
- Manndeckung: Spielweise, bei der ein Verteidiger einem speziellen Gegner zugewiesen wird, den er in konsequenter Ausführung nahezu das gesamte Spiel über verfolgt.
- Match: Fußballspiel
- Mätchli: Schweiz. für Trainingsspiel
- Mauer: Aus Spielern gebildeter Schutzwall, der bei einem Freistoß einen Teil des Tores abdecken soll.
- Meckern: Umgangssprachlicher Begriff für das Reklamieren von Schiedsrichterentscheidungen.
- Mittelfeld: Jener Teil einer Mannschaft, der zwischen Angriff und Verteidigung agiert. Offensive und defensive Aufgaben sind im Mittelfeld oft gleichwertig verteilt. Die Aufgabe der Mittelfeldspieler liegt vor allem darin, gegnerische Aktionen zu ersticken, eigene Angriffe zu verwirklichen und Druck auf den Gegner auszuüben.
- Münzwurf: Vor Spielbeginn wird eine Münze geworfen, um zu entscheiden, welche Mannschaft den Anstoß vornehmen und welche die Spielrichtung entscheiden darf.

## N
- Nachspielzeit: Zusätzliche Zeit, die nach den einzelnen Halbzeiten nachgespielt wird. Die Dauer ist abhängig von den Spielunterbrechungen.
- Nati: Bezeichnung der Schweizer Fussballnationalmannschaft
- Nationalmannschaft: Mannschaft, in der die ausgewählten Spieler eines Landes stehen. Nationalmannschaften spielen zum Beispiel Weltmeisterschaften und kontinentale Bewerbe.
- Notbremse: Foulspiel, durch das eine Großchance verhindert wird. Notbremsen werden mit einer Roten Karte geahndet (Torraub).

## O
- Offener Schlagabtausch: Vom Boxen übernommener Begriff, der einen Spielverlauf beschreibt, bei dem beide Mannschaften immer wieder schnell zu Torchancen kommen, häufig bei mangelnder Ordnung der Defensive.
- offensiv: Bezeichnung einer Spielanlage, die den Erfolg vor allem über den Angriff sucht (und unter Umständen die Verteidigung vernachlässigt). Gegenteil: defensiv.
- Offside: schweizerisch für Abseits
- Ordner: Ordnungshüter am Spielfeldrand.
- Orthodox: Schematische, (übertrieben) strenge Anwendung einer Spielweise.
- Out: Ball aus dem Spiel. Der Ball ist dann über der Linie, wenn er dieselbe mit ganzem Umfang überschritten hat. Der Ball kann durch Einwurf, Eckstoß oder Abstoß wieder in das Spiel gebracht werden.
- Outwachler: österreichisch für Schiedsrichterassistent

## P
- Palmarès: insbesondere in Frankreich, der Schweiz, Spanien, Luxemburg und Belgien auch im Fußball gebräuchliche Bezeichnung für die Liste der Titel und Erfolge eines Spielers oder Vereins.
- Panenka-Heber: Ein (meist hoch) in die Mitte des Tores geschossener Elfmeter mit der Spekulation, dass der Torwart in eine der beiden Ecken springt.[9]
- Parieren: Abwehren eines Torschusses durch den Torhüter.
- Pass: Jede Art von Zuspiel eines Spielers zu seinem Teamkollegen.
- Passives Abseits: Umstrittene Regelung, die besagt, dass ein Spieler dann nicht abseits steht, wenn er nicht direkt in das Spiel eingreift, das Spiel also nicht unterbrochen werden muss, solange der Spieler den Ball nicht berührt oder einen Gegner behindert.
- Penalty: s. Elfmeter sowie Strafstoss (in der Schweiz wird umgangssprachlich für beides der Begriff Penalty verwendet).
- Pfosten: Die seitlichen Begrenzungen des Tores.
- Phantomtor: Anerkennung eines Tores durch den Schiedsrichter, obwohl der Ball die Torlinie nicht überschritten hat.
- Pike, Picke oder Pieke: (Ein Schuss mit der) Fußspitze.[10]
- Pille: Anderes Wort für den Spielball.
- Platzverweis: Anweisung des Schiedsrichters an einen Spieler, das Spielfeld zu verlassen; in Verbindung mit Roter Karte oder Gelb-Roter Karte.
- Platzwart: beauftragte Person für den Rasen; für gewöhnlich keine Fachkraft wie der Greenkeeper.
- Pressing: Spielvariante, in der eine Mannschaft durch sofortiges Attackieren des Gegners auch in der gegnerischen Hälfte die gegnerische Mannschaft zu Ballverlusten zwingt und geordnete Angriffe verhindert.
- Primgeiger: österreichische Bezeichnung für einen Führungsspieler
- Public Viewing: (öffentliche) Versammlung von Fans, um gemeinsam ein Fußballspiel zu schauen.
- Punktelieferant: ein schwacher Gegner, der häufig verliert, also Punkte liefert.

## Q
- Querlatte: Obere Begrenzung des Fußballtores.
- Querpass: Zuspiel, wobei beide Spieler in etwa auf gleicher Höhe stehen.

## R
- Rabona: Kunstvoller Schuss, bei dem der Ball hinter dem Standbein gestoßen wird, beim Schuss also die Beine überkreuzt werden. Typisch ist bzw. war diese Aktion für Diego Maradona, Roberto Baggio oder Ricardo Quaresma.
- (ein) Radius wie ein Bierdeckel: behäbig und statisch agieren
- Naturrasen: der gewöhnliche und bevorzugte Spieluntergrund in den meisten Stadien.
- Rechtsaußen: Neben dem Linksaußen die zweite Art von Außenstürmer, die hauptsächlich zur Torvorbereitung vorgesehen sind.
- Ref, Referee: u. a. in der Schweiz für Fußballschiedsrichter
- Reklamieren: Mündliche Beschwerde über Schiedsrichterentscheidungen. Für übertriebene oder wiederholte Reklamationen wird der Spieler mit einer Gelben Karte verwarnt.
- Remis: s. Unentschieden.
- Rote Karte: Eine Rote Karte hat einen Platzverweis und mindestens ein zusätzliches Spiel Sperre zur Folge. Durch die Rote Karte werden etwa Tätlichkeiten, schwere Foulspiele oder Schiedsrichter- und Spielerbeleidigungen geahndet.
- Roulette (Fußball): Die Roulette oder auch Mare turn, der 360, der MarEdon, ist eine Finte im Fußball, die zur Verwirrung des gegnerischen Spielers führen soll. Dieser soll über die geplante Richtung des ballführenden Spielers getäuscht werden, mit dem Ziel, ihn in einer 1:1-Situation zu umgehen.
- Rückpass: Zuspiel eines Spielers zu einem Spieler, der weiter hinten steht oder zum eigenen Torwart. Erfolgt ein Rückpass mit dem Fuß, so darf der Torhüter den Ball nicht mit den Händen aufnehmen.
- Rückrunde: In einem Spieljahr die zweite Runde. In Deutschland wird der Teil des Spieljahres nach der Winterpause Rückrunde genannt.
- »Rudelbildung«: Eine Spieleransammlung, zumeist nach strittigen Aktionen. Diese Spielsituationen erschweren es den Schiedsrichtern, den Überblick zu bewahren und führen manchmal zu Tätlichkeiten oder Schwalben.
- Rudelgucken: eine Form des Public Viewing.

## S
- Scheiberln: österreichischer Ausdruck für die Spielweise des österreichischen Wunderteams der 1930er-Jahre. Diese zeichnete sich vor allem durch schnelles und flaches Kurzpassspiel aus.
- Schiedsrichter (auch Referee, Unparteiischer, Spielleiter oder 23. Mann genannt): Er ist für die Einhaltung der Regeln verantwortlich. Er beginnt, unterbricht und beendet das Spiel. Der Schiedsrichter muss nach jedem Spiel einen Bericht schreiben, in dem er Verwarnungen, Ausschlüsse und sonstige Vorkommnisse verzeichnet.
- Schiedsrichterassistent: vormals Linienrichter. Zwei Assistenten des Schiedsrichters, die sich jeweils an der Seitenlinie aufhalten.
- Schiri: schweiz. für Schiedsrichter
- Schnittpartie: österreichisch für 6-Punkte-Spiel
- Schraufen: österreichische Benennung einer hohen Niederlage
- Schwalbe: Absichtliches Zufallkommen eines Spielers, der vom Gegner nicht, oder nur unwesentlich berührt worden ist mit dem Ziel, den Schiedsrichter zu täuschen und zu einem unrechtmäßigen Freistoß oder Elfmeter zu kommen. Spieler, die sich häufig »fallen lassen« werden entsprechend als »Schwalbenkönig« bezeichnet.
- Sechser: Ein Spieler mit zentral-defensiven Aufgaben, benannt nach einer häufig zugeteilten Rückennummer für Aktive auf dieser Position.
- Sechs-Punkte-Spiel: Dieser Begriff bringt die Bedeutung von Spielen direkter Ligakonkurrenten zum Ausdruck. Zwar werden für einen Sieg nur drei Punkte vergeben, es werden bei dieser Bezeichnung aber die drei Punkte addiert, die der Gegner nicht erhält.
- Semperer: österreichischer Ausdruck für unzufriedener und jammernder Mensch (oft im Stadion zu finden)
- Sitzer: Bezeichnet eine Situation, in der ein Spieler eine riesige Torchance verpasst hat, wobei ihm der Ball für den Torschuss auf den Präsentierteller gelegt wurde.
- Soccer (engl.): Bezeichnung des Fußballsports. Der Begriff wird vor allem in den englischen Sprachräumen eingesetzt, wo „Football“ eine andere Sportart bezeichnet (z. B. in den USA).
- Sperre: Spielverbot für ein oder mehrere Spiele.
- Spielanlage: Ausrichtung einer Mannschaft. Es kann zum Beispiel offensiv oder defensiv gespielt werden. Auch Tempo der Angriffe, Verteidigungsstil (Pressing oder zurückgezogen) ist Teil der Spielanlage.
- Spielmacher: Bezeichnung eines Spielers, der das Spiel seiner Mannschaft besonders prägt (etwa durch Tempowechsel, entscheidende Passes, viele Ballkontakte, besondere Kreativität).
- Spielverlagerung: Zumeist ein weiter Pass von der einen Spielfeldseite auf die andere. Häufig öffnen sich durch solche Verlagerungen Räume, weil der Spieler, der den Ball bekommt, zumeist frei steht, während sich auf der anderen Seite eine Anhäufung von Spielern gebildet hat.
- Spitz: österreichische Bezeichnung für das vordere Ende des Fußballschuhs, unter dem sich die große Zehe befindet. Wird auch für Schüsse mit diesem Teil des Schuhs verwendet (siehe z. B. Spitz von Izmir)
- Spitze: Bezeichnung für Stürmer, gleichsam vorderste Front des Angriffsspiels.
- „Squadra Azzurra“ („die azurblaue Mannschaft“): Spitzname der italienischen Nationalmannschaft.
- Stange: In Österreich die seitliche Begrenzung des Tores.
- Stanglpass: Vor allem in Österreich Bezeichnung für eine flache Flanke, die von der Seite in den Torraum gespielt wird.
- Stehgeiger: Ein in die Jahre gekommener, technisch versierter Spieler
- Steilpass: Ein Pass in die Tiefe bzw. in den Lauf eines Mitspielers.
- Steirergoal: ein durch Torwartfehler verursachtes Tor, auch als Eiergoal bezeichnet (österr.)
- Strafraum: auch Sechzehnmeterraum. Jener Teil des Spielfeldes, in dem ein Foul der verteidigenden Mannschaft zu einem Elfmeter führt. Der Torhüter darf den Ball im Strafraum mit der Hand berühren.
- Strichkampf: schweizerisch für Abstiegskampf (im Sinne: nicht unter dem Strich in der Tabelle landen)
- Sturm: Vorderster Mannschaftsteil, dessen Aufgabe namentlich darin besteht, Tore zu schießen. Allerdings müssen sie z. B. auch Druck auf die Verteidigung ausüben, Räume öffnen oder in der Verteidigung aushelfen.

## T
- Tausend-Gulden-Schuss: Schönes Tor, das mit viel Glück erzielt wurde.
- Team: Fußballmannschaft
- Tifoso: italienisches Wort für Fan. Wird im deutschen Sprachraum vor allem im Plural (Tifosi) für italienische Fans verwendet.
- Todesgruppe: Gruppe bei Turnieren, in die mehrere Favoriten auf den Titel gelost werden, von denen aber mindestens einer ausscheidet.
- Tödlich: Etwas martialische Bezeichnung eines entscheidenden Passes. Ein »tödlicher Pass« erzeugt aus einer häufig nicht besonders gefährlich scheinenden Spielsituation durch ein einziges Zuspiel eine Großchance.
- Tor: Ziel im Fußballsport. Das Tor selbst ist ein rechtwinkeliges Gestänge (2,44 × 7,32 m) an dem ein Netz befestigt ist. Tor wird gegeben, wenn der Ball die Torlinie in diesem Bereich vollständig überschritten hat. (österreichisches Deutsch: Türl, Häusl)
- Torlinie: Der Teil der Torauslinie zwischen den Torpfosten; überquert der Ball bei nicht unterbrochenem Spiel die Torlinie, so ist ein Tor gefallen.
- Torlinientechnik: Technische Hilfsmittel zur Überprüfung dessen, ob der Ball die Torlinie überquert hat oder nicht.
- Torraub: Verhindern eines Tores (oder einer Großchance) durch unerlaubte Mittel (etwa Handspiel oder Foul am Gegenspieler). Torraub wird zwingend mit Ausschluss geahndet.
- Torraum: Jener Bereich unmittelbar vor dem Tor, in dem der Torhüter besonders geschützt wird. Der Abstoß wird innerhalb des Torraums ausgeführt.
- Torrichter: Zwei zusätzliche Schiedsrichterassistenten, die bei von der UEFA veranstalteten Wettbewerben neben den Toren stehen. Ihre Hauptaufgabe besteht darin, zu entscheiden, ob ein Ball die Torlinie überquert hat.
- Torwart: Derjenige Spieler, dessen namentliche Aufgabe darin besteht, dass der Ball nicht in sein Tor gelangt. Er ist der einzige Spieler, der den Ball (im Strafraum) auch mit den Händen berühren darf.
- Trainer: Der Trainer leitet in den meisten Fällen den täglichen Übungsbetrieb und erstellt die Aufstellung.
- Transfer: Wechsel eines Spielers von einer Mannschaft zu einer anderen.
- Transferfenster: Zeitraum in der Sommer- und Winterpause, in dem die Abwicklung von Transfers möglich und erlaubt ist.
- Triple: Sieg in drei wichtigen Bewerben (üblicherweise Meisterschaft, Pokal und Championsleague).
- Tschutten: Schweiz. für Fußballspielen.
- Tschütteler: Schweiz. für Fußballspieler.
- Tunnel: Ballspiel durch die Beine eines Gegenspielers.

## U
- UEFA: Union of European Football Associations. Verein der europäischen Fußballverbände.
- Übersteiger: Finte eines angreifenden Spielers, bei der er ein- oder mehrmals mit dem Fuß über den Ball steigt und so einen Haken antäuscht. Wenn der Verteidiger mit seiner »falschen« Bewegung »mitgeht«, kann der Angreifer in die entgegengesetzte Richtung starten und den Gegner überspielen.
- Ultras: Fans, die es sich zur Aufgabe gemacht haben, „ihre“ Mannschaft möglichst die gesamte Spieldauer über mit dem Singen von Liedern zu unterstützen. Sind häufig auch für Choreographien und in heutiger Zeit auch für das Abbrennen von Pyrotechnik im Stadion verantwortlich.
- Unentschieden: Spielausgang, der keinen Sieger mit sich bringt.

## V
- Verlängerung: Zusätzliche Spielzeit von normalerweise 2 × 15 Minuten, wenn nach der regulären Spielzeit (einschließlich Nachspielzeit) oder nach Hin- und Rückspiel keine der beiden Mannschaften einen Punkte- oder Torvorteil erzielen konnte, aber dennoch ein (Gesamt-)Sieger ermittelt werden muss. Nach verschiedenen Versuchen ab 1993, den Modus spannender zu machen (vgl. Golden Goal, Silver Goal), kehrte man 2004 wieder zum alten Modus mit 2 × 15 Minuten Verlängerung zurück.
- Verteidigung: Derjenige Mannschaftsteil, der vor allem versucht, gegnerische Angriffe zu beenden. Trotz der namentlich defensiven Aufgaben sind vor allem die Außenverteidiger ein Teil der Angriffe.
- Videoassistent: zusätzlicher Schiedsrichterassistent, der Entscheidungen durch Videobeweis kontrollieren und ggf. korrigieren kann; darf nur in bestimmten Fällen eingreifen.
- Viererkette: eine Abwehrformation mit je zwei Außen- und Innenverteidigern ohne Libero.
- Vierter Schiedsrichter: Am Spielfeldrand agierender Schiedsrichter. Seine Aufgaben bestehen vornehmlich darin, die Trainer und die Ersatzbank zu überwachen sowie Auswechslungen und Nachspielzeit mittels Anzeigetafel anzuzeigen.
- Verwarnung: Anderes Wort für Gelbe Karte (wird oft unter Schiedsrichtern benutzt)
- Vorteil: Anwendung der Vorteilsregel

## W
- Wadlbeißer: zäher Verteidiger (Wadl = Wade)
- Wassern: österreichischer Ausdruck für Zeit schinden
- Wembley-Tor: Ein Lattentreffer, bei dem der Ball von der Unterkante der Torlatte nach unten springt und dabei die Torlinie möglicherweise nicht überschreitet.
- Wimpeltausch: Bei internationalen Spielen üblicher Austausch von kleinen Fahnen, die mit Wappen und Zeichen der entsprechenden Mannschaft, sowie mit dem Schriftzug des betreffenden Spiels versehen sind.
- Weltmeisterschaft: Turnier, welches die FIFA alle vier Jahre austrägt und die beste Nationalmannschaft der Welt ermitteln soll
- Wuzzler: österreichischer Ausdruck für Tischfußball
- Wuchtel: österreichischer Ausdruck für Fußball (Spielgerät)

## X
- X: Als »X« werden aufgrund der Kennzeichnung beim Toto sowie bei Sportwetten umgangssprachlich Unentschieden bezeichnet.

## Z
- Zauberfuß: Umgangssprachlich für einen Freistoßspezialisten
- Zehner: Spielmacher, benannt nach einer häufig zugeteilten Rückennummer für Aktive auf dieser Position.
- Zeitspiel: Wenn eine Mannschaft bewusst die Spielgeschwindigkeit reduziert um weitere Spielaktionen zu verhindern.
- Zweite Reihe: Dieser Begriff wird zumeist in Kombination mit der Wendung »ein Schuss aus der zweiten Reihe« erwähnt und meint das Mittelfeld.
- Zweite Halbzeit: Redensart für die zweite Hälfte des Spiels nach der „Halbzeit“
- Zwölfter Mann: Bezeichnung für die Fans, manchmal auch für einen parteiischen Schiedsrichter.
- Zuckerpass: Ein sehr gefühlvoll und präzise gespielter Pass.
- zweiter Pfosten: Bezeichnung für hinteren Pfosten des Tores beim Ausführen eines Eckstosses.